# Українська фольклористична енциклопедія
Енциклопедії
- Українська Фольклористична Енциклопедія у 2-х томах, видана коштом професора Миколи Костянтиновича Дмитренка. Упорядник і науковий редактор – доктор філологічних наук, професор М. К. Дмитренко, підготував колектив науковців відділу фольклористики Інституту мистецтвознавства, фольклористики та етнології ім. М. Т. Рильського. Видання вийшло у київському видавництві «Сталь»: 1-й том, 740 с. – у 2018; 2-й том, 688 с. – у 2020.[1]

- Українська фольклористична енциклопедія / Упоряд. В Сокіл. Львів, 2018. 808 с. ISBN 978-966-02-8463-0 (формат 84*108/16; вага - 2,5 кг) Це перше видання в національній народознавчій науці, де підсумовано досягнення за 200 років. Подано статті про фольклористів, починаючи від виходу у світ першої народнопісенної збірки М. Цертелева 1819 року до сучасників.[2]

- Українська фольклористична енциклопедія, голов. ред. Г. Скрипник / ІМФЕ ім. М. Т. Рильського НАН України. —  Київ, видавництво ІМФЕ, 2019. — 840 с. — ISBN 978-966-02-9033-4 [3]

Словники
- Українська фольклористика. Словник-довідник / укладання і загальна редакція Михайла Чорнопиского. Редактор Оксана Давидова. — Тернопіль: Підручники і посібники, 2008. — 493 с. — ISBN 978-966-07-1323-9[4]

- Українська славістична фольклористика (XIX — початок XXI століття). Енциклопедичний словник / До XVII Міжнародного з'їзду славістів[de] (Париж, 2023 / 2025[5]) / голов. ред. Г. Скрипник, ІМФЕ ім. М. Т. Рильського НАН України. — Київ, видавництво ІМФЕ, 2019. — 300 с. — ISBN 978-966-02-9104-1